# Cheilosia kulinensis
Cheilosia kulinensis är en tvåvingeart som först beskrevs av Herve-bazin 1930.  Cheilosia kulinensis ingår i släktet örtblomflugor, och familjen blomflugor. Inga underarter finns listade i Catalogue of Life.